# Jean-Philippe Toussaint
Jean-Philippe Toussaint (Bruxelles, 29. studenoga 1957.) belgijski je pisac, redatelj i fotograf. Sin je belgijskog novinara i pisca Yvesa Toussainta i knjižničarke Monique Toussaint (rođena u Litvi) i brat belgijske producentice Anne-Dominique Toussaint.

## Životopis
Djetinjstvo i adolescenciju proveo je u Parizu gdje je 1970. diplomirao na Institutu za političke studije. Također je završio postdiplomski studij. Nakon studija, radi u Alžiru kako ne bi bio unovačen. Nakon tog iskustva odlučio je posvetiti se pisanju više nego filmovima. Napisao je dvije drame, ali one nisu objavljene.

## Književno stvaralaštvo
Njegov prvi roman Kupaonica objavljen je u izdanju Éditions de Minuit. Za taj roman je osvojio i svoju prvu književnu nagradu, Prix de la Vocation. Sljedeći su njegovi romani Monsieur (Gospodin) i L'Appareil-photo (Fotoaparat), koji su imali veliki uspjeh. Taj uspjeh je Toussaintu omogućio karijeru u kinematogafiji. Napravio je dva filma, (Gospodin) i La Sévillane. Nakon nekoliko godina preselio se u Berlin i tamo napisao više knjiga. Roman La télévision (Televizija), za koji je dobio nagradu Victor-Rossel, napisao je 1997. Također je napisao i esej Autoportrait(Autoportret), nakon ciklusa od četiri romana nazvanog Cycle de Marie(Marijin ciklus), koji se sastoji od romana Faire l'amour (Voditi ljubav), Fuir (Pobjeći), La Vérité sur Marie (Istina o Mariji) i Nue (Gola). Ta četiri romana govore o ljubavi između pripovjedača i Marije i o njihovu rastanku. Dva od ova četiri romana dobila su nagradu, Pobjeći Prix Médicis, a Istina o Mariji Prix Décembre.
2006. je napisao lirski esej La Mélancolie de Zidane (Zidaneova melankolija). U tom eseju Toussaint je pisao o udarcu glavom kojeg je Zidane zadao Marcu Materazziju u finalu Svjetskog prvenstva u nogometu 2006.

## Filozof
U više njegovih djela može se vidjeti referiranje na filozofiju, naročito na Pascala i njegovo djelo Misli. U Kupaonici sam pripovjedač, koji je ujedno i glavni lik, čita tu knjigu.

## Fotograf
Osim što je pisac i sineast, također je i fotograf. Imao je izložbu u Japanu, u Kini i jednu u Louvreu, u Parizu.

## Književni doprinos
Budući da je ovo svestran čovjek, njegovi interesi se odražavaju u njegovim djelima. Televizija, filmovi i fotografiranje su u središtu njegova književna prostora. Naslovi romana poput Fotoaparat i Televizija svjedoče tom književnom interesu za čudnim prizorima slikarske tradicije zbog koje se mnogo pisalo u frankofonoj književnoj povijesti Belgije. Zahvaljujući fotografskoj dimenziji koja je karakteristična za Toussaintov način pisanja, on pripada skupini autora minimalista i autorima koji pišu ludičke romane.

## Djela
- Kupaonica (Éditions de Minuit, 1985) Prix littéraire de la Vocation 1986.
- Monsieur (Éditions de Minuit, 1986) - Gospodin
- L'Appareil-photo (Éditions de Minuit, 1988) - Fotoaparat
- La Réticence (Éditions de Minuit, 1991) - Nevoljnost
- Televizija (La Télévision, Éditions de Minuit, 1997, Prix Victor-Rossel)
- Autoportrait (à l'étranger) (Éditions de Minuit, 1999) - Autoportret
- Faire l'amour (2002) prvi dio Ciklusa o Marie - Voditi ljubav, Naklada Vuković i Runjić, Zagreb 2004.
- Fuir (Éditions de Minuit, 2005) drugi dio Ciklusa o Marie Prix Médicis - Pobjeći, Naklada Vuković i Runjić, Zagreb, 2007.
- Mes bureaux. Luoghi dove scrivo (preveo s francuskog R. Ferrucci, Venise, Amos, 2005, coll. Calibano br. 7) – Moji uredi. Mjesta gdje pišem
- La Mélancolie de Zidane (Éditions de Minuit, 2006) - Zidaneova melankolija
- La Vérité sur Marie (Éditions de Minuit, 2009) treći dio Ciklusa o Marie Prix Décembre 2009 – Istina o Mariji
- L'Urgence et la Patience (Éditions de Minuit, 2012) – Hitnost i strpljenje
- La Main et le Regard (Le Passage et Louvre éditions, 2012), knjiga o umjetnosti uz izložbu Livre/Louvre od Jeana-Philippea Toussainta, organizirane u Louvreu – Ruka i pogled
- Nue (Éditions de Minuit, 2013) četvrti dio Ciklusa o Marie - Naga
- Football (Éditions de Minuit, 2015) - Nogomet

## Filmovi
- La Salle de bain (1989) - Kupaonica
- Monsieur (1990) – Gospodin
- La Sévillane (1992)
- La Patinoire (1999) - Klizalište
- Trois fragments de Fuir (2012) - Tri fragmenta Bijega

## Vanjske poveznice
- http://www.jptoussaint.com/
- http://www.bon-a-tirer.com/auteurs/toussaint.html
- http://www.alliancefr-oostvlaanderen.be/images/res12_29.pdf  Arhivirana inačica izvorne stranice od 5. ožujka 2016. (Wayback Machine)
- http://www.jptoussaint.com/documents/1/1e/M%C3%A9moire-Hannay.pdf
- http://www.leseditionsdeminuit.fr/f/index.php?sp=liv&livre_id=2511  Arhivirana inačica izvorne stranice od 5. ožujka 2016. (Wayback Machine)
- https://textyles.revues.org/1611